# Aiways
Aiways Automobiles Company Ltd — китайський автомобільний виробник електромобілів, заснований у 2017 році. Назва Aiways походить від фрази «Ai (що означає «кохання» китайською) на шляху». 

## Історія

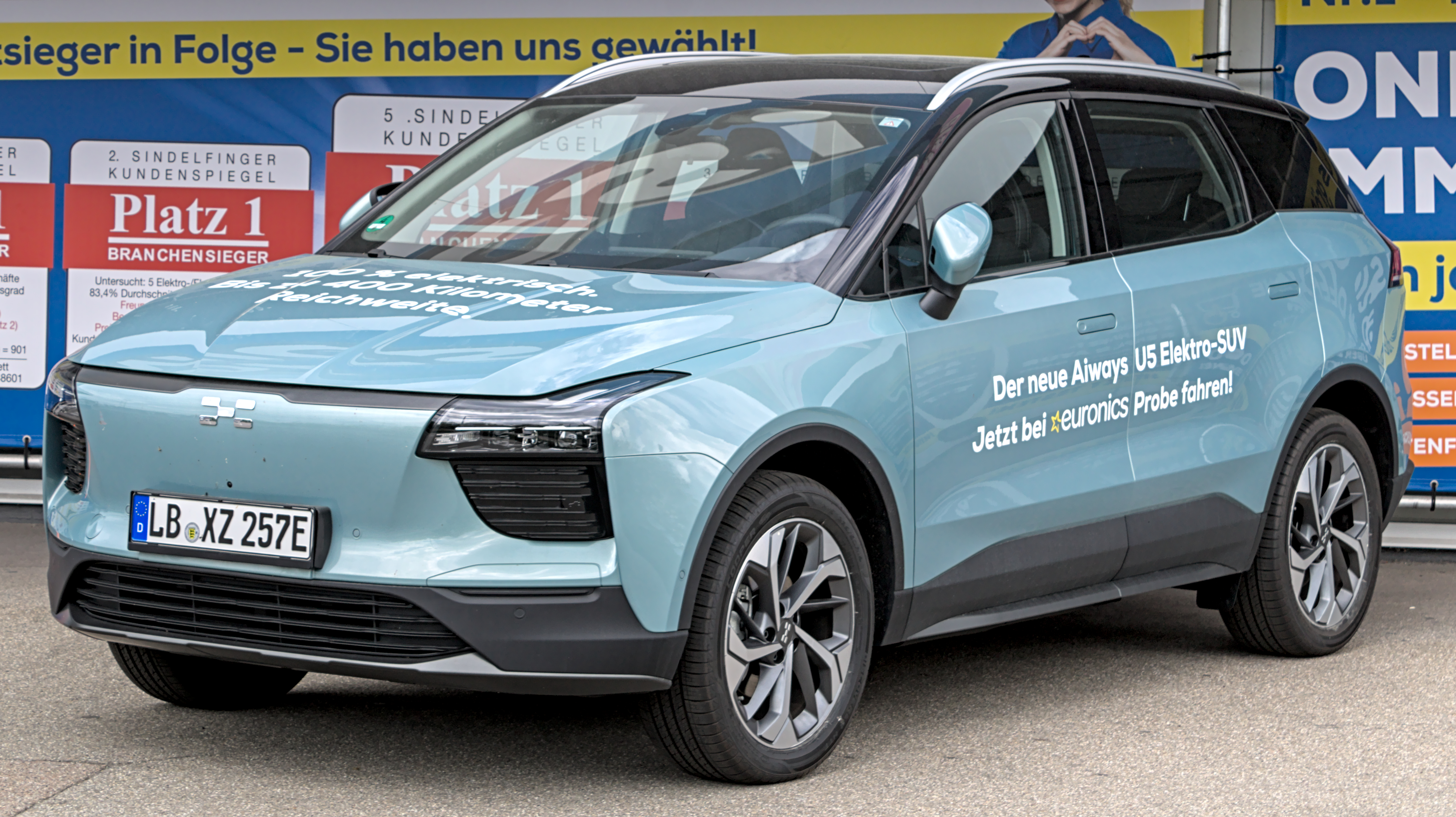
Aiways U5

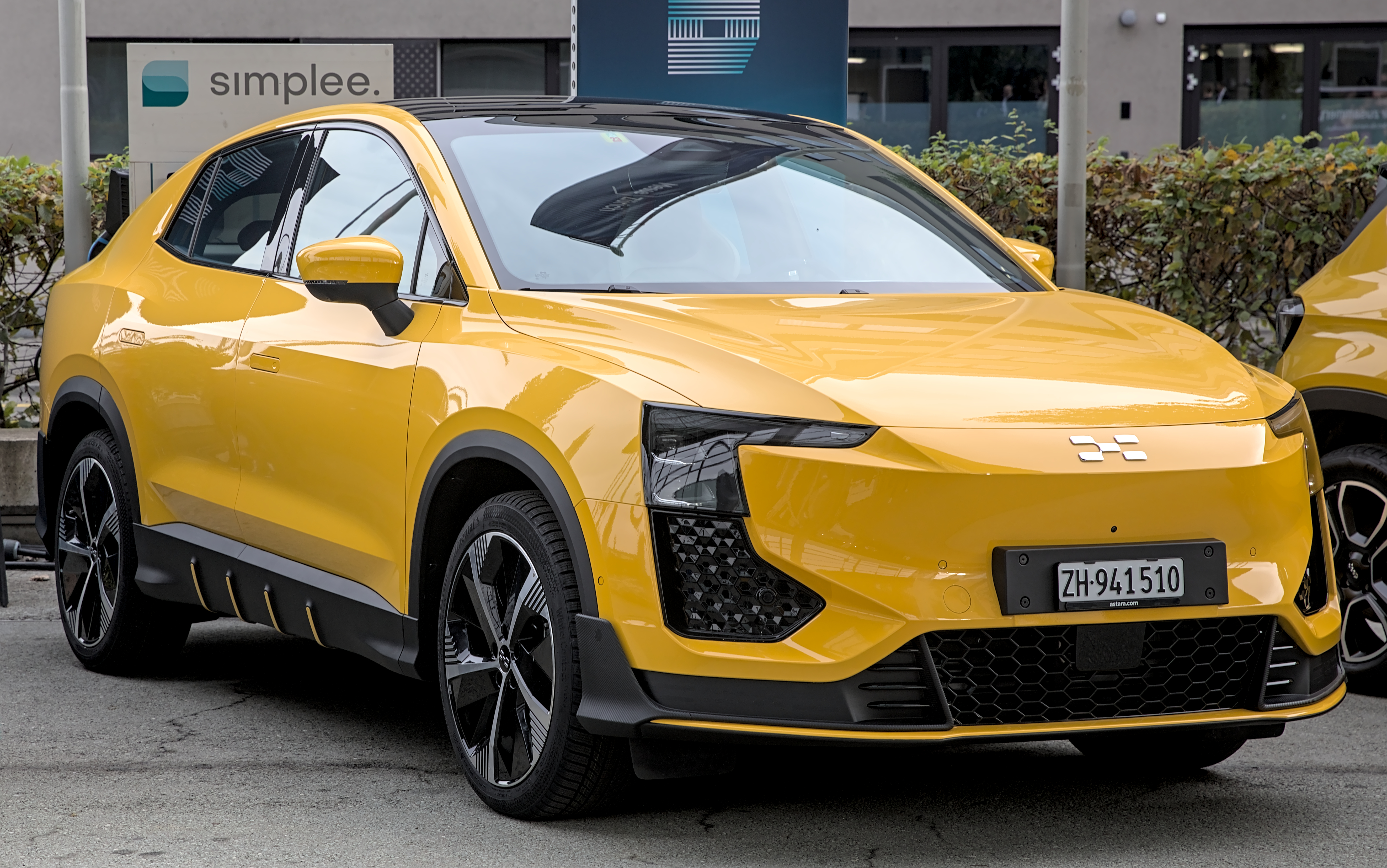
Aiways U6

Стартап Aiways заснували двоє китайських підприємців Фу Цянь і Гу Фен у 2017 році в Шанхаї. З самого початку метою було розробити лінійку електричних позашляховиків.  Прототипом першого серійного автомобіля Aiways був прототип U5 Ion Concept, представлений у листопаді 2018 року, з планами представити серійний персонаж наступної весни.  З нагоди першого дослідження Aiways оголосила про плани продажів, що стосуються не лише внутрішнього китайського ринку, а й європейського.
Відповідно до попередніх заяв, першим серійним автомобілем бренду Aiways став середньорозмірний позашляховик U5, представлений у березні 2019 року.  У січні 2020 року Aiways оголосила про офіційний європейський дебют U5 на Женевському автосалоні 2020, таким чином став першим повністю китайським брендом, який офіційно почав продавати електромобілі у цьому регіоні.
Через скасування Женевського автосалону внаслідок пандемії COVID-19 прем’єра Aiways U5 не відбулася. Початок продажів моделі на окремих ринках Західної Європи заплановано на серпень 2020 року  У липні 2020 року до Європи прибуде перший транспорт із 500 одиниць U5, який працюватиме в складі компанії з прокату автомобілів Hertz у м. Французька Корсика.  У квітні 2021 року Aiways представила свій другий серійний автомобіль у формі середньорозмірного купе-кросовера під назвою U6. Автомобіль має авангардний дизайн, за який відповідав колишній стиліст Ferrari Кен Окуяма.
У грудні 2022 року Aiways виграв контракт на постачання до 150 000 електромобілів від тайського постачальника послуг електронної мобільності Phoenix EV. 
У середині 2023 року фінансова ситуація компанії впала, що призвело до призупинення виплати зарплат співробітникам і зупинки виробництва.  Потім, у серпні 2023 року, нинішній президент компанії пішов і був замінений новим керівником, який вирішив провести реструктуризацію. Він вирішив активізувати свою діяльність на зовнішніх ринках, вивівши Aiways з внутрішнього, надто складного китайського ринку, і готуючись перебудувати плани на європейський ринок.  
На початку 2024 року Aiways перебувала на межі банкрутства, від якого в березні 2024 року Aiways була захищена від державних органів Китаю та разом з Haima та Zhidou забезпечила стабільне фінансування для відновлення повномасштабної діяльності. 

### Gumpert-Aiways

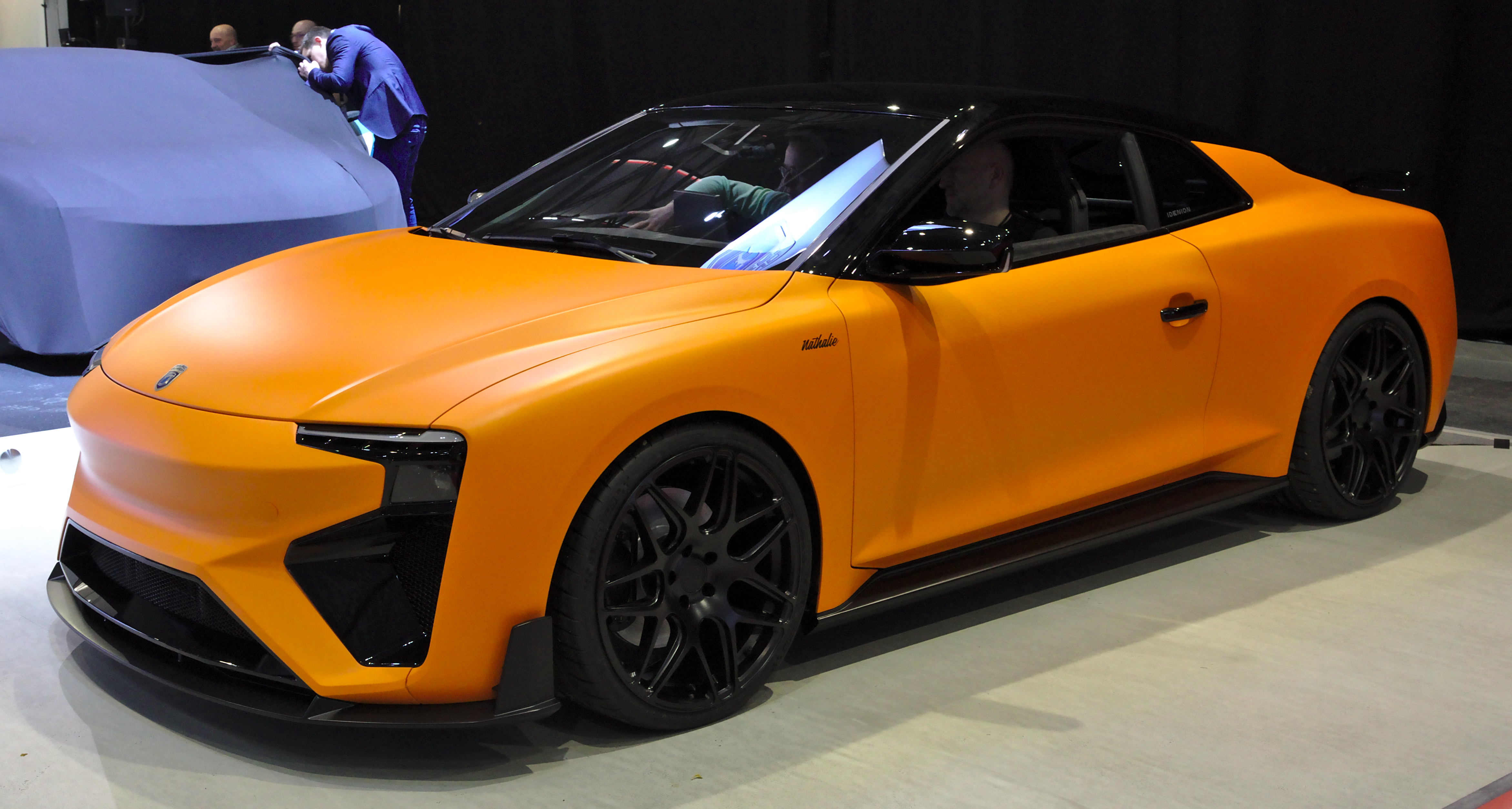
RG Nathalie

У 2017 році німецький інженер і підприємець Роланд Гумперт після того, як його компанія Gumpert збанкрутувала і була продана гонконгським інвесторам, які змінили назву на Apollo Automobil, вирішив створити нову бізнес-ініціативу. Він вступив у співпрацю з китайською Aiways, створивши компанію Gumpert Aiways Automobile. У 2021 році планувалося випустити гібридне купе RG Nathalie,  однак це не втілилося в життя, і компанія залишилася бездіяльною на початку третього десятиліття 21 століття.

## Стратегія продажів
Продажі автомобілів, вироблених у Шанжао стартували в грудні 2019 року в Китаї. У Європі перші моделі мають надійти в магазини в середині 2020 року. Замість того, щоб перевозити кораблі, транспортні засоби будуть транспортуватися потягом, що має скоротити час транспортування з шести тижнів до 16 днів.  Автомобілі будуть продаватися в Німеччині через Euronics Deutschland , спільну мережу незалежних роздрібних продавців споживчої електроніки та побутової техніки. Технічне обслуговування та логістику запасних частин здійснює партнер по співпраці ATU. 

## Зручності
Компанія має глобальну штаб-квартиру в Шанхаї, Китай, а також європейську штаб-квартиру та науково-дослідний центр у Мюнхені, Німеччина.

### Виробнича база Шанжао
Aiways інвестувала ¥13,3 млрд у будівництво заводу в Шанжао. Фабрика розроблена відповідно до стандартів Industry 4.0 і використовує хмарну систему моніторингу, розроблену Siemens. Завод працює з використанням продукції від швейцарсько-шведського постачальника робототехніки ABB, яка забезпечує 90% автоматизації заводу. У кузовному цеху роботи, поставлені німецькою компанією Kuka,  з’єднують компоненти шасі та панелі кузова.
Фарбувальний цех був побудований німецьким заводом-виробником Eisenmann, а складальний цех був зведений німецькими фахівцями з виробництва Durr .
Зараз завод виробляє Aiways U5 і зможе виробляти 300 000 автомобілів на рік, якщо працюватиме на повну потужність. 

### Завод з виробництва акумуляторів
У 2018 році Aiways почала виробляти акумуляторні батареї на своєму заводі в Чанша, Цзянсу, Китай. Завод виробляє запатентовану Aiways акумуляторну батарею «сендвіч», яка використовується в моделях Aiways U5 і U6. 